# 김민채 (아역 배우)
김민채(2017년 3월 20일 ~ )는 대한민국의 배우이다.

## 출연 작품

### 드라마
- 2025년 Tvn+ Tiving 월화 미니시리즈 <원경> 어린 채령 역
- 2024년 ~ 2025년 MBC 저녁 일일연속극 《친절한 선주씨》 ... 전지현 역
- 2024년 JTBC 수요 미니시리즈 《조립식 가족》 ... 정소희 역
- 2024년 JTBC 수목 미니시리즈 <비밀은 없어> 윤솔 역
- 2024년 NETFILX 오리지널 시리즈 《선산》 어린 서하 역
- 2023년 Wavve 수요 오리지널 시리즈 《박하경 여행기》 율아 역
- 2022년 ENA 수목 미니시리즈 《굿잡》 은비 역

영화
- 2024년 상업영화 < 대가족 > 준희 역
- 2024년 상업영화 <세상 참 예쁜 오드리 > 어린 지은 역
- 2024년 상업영화 <세기말의 사랑 > 어린 미리 역

그외 다수 단편영화 주인공 

### CF
- 청호나이스 얼음정수기
- 아웃백
- 기아자동차
- 벤츠
- LG 퓨리케어 정수기
- LG 유플러스
- 현대제철
- SK매직정수기

그외 다수